# 후지모리 료지
후지모리 료지(일본어: 藤森 亮志, 1997년 4월 11일~)는 일본의 축구 선수이다.

## 구단 경력
그는 2020년 J3리그의 AC 나가노 파르세이루에 입단했다.